# Ejnar Landberg
Ejnar Wollert Landberg, född 22 september 1888 i Västerhaninge församling, Stockholms län, död 14 oktober 1971 i Johannes församling, Stockholm, var en svensk väg- och vattenbyggnadsingenjör.
Landberg, som var son till jägmästare Hjalmar Landberg och Anna Wollert, avlade studentexamen i Uppsala 1907 och utexaminerades från Kungliga Tekniska högskolan 1912. Han var anställd som konstruktör vid Betongkonstruktionsbyrån 1912, vid Kungliga Järnvägsstyrelsens bankonstruktionsbyrå 1913, vid Värtagasverket 1913–1915, vid Stockholms stads hamnstyrelse 1915–1917, konstruktör och byråingenjör av andra graden vid Vattenfallsstyrelsens byggnadsbyrå 1917–1919, arbetschef vid Entreprenad AB Beton 1919–1922, biträdande ingenjör vid Väg- och vattenbyggnadsstyrelsen 1923, konstruktionschef vid Tekniska byggnadsbyrån Delin & Perslow 1923–1947 och ingenjör vid Järnvägsstyrelsens bantekniska byrå 1947–1961.
Landberg var assistent vid Kungliga Tekniska högskolan 1918–1938, överlärare vid Tekniska skolan i Stockholm, Maskinyrkesskolan, 1921–1926, vid Byggnadsyrkesskolan 1924–1926, tillförordnad professor vid Kungliga Tekniska högskolan 1938–1941 och docent i brobyggnad där 1942–1955. Han var styrelseledamot i Svenska betongföreningen 1938–1941 och 1955–1956, redaktör för föreningens tidskrift Betong 1938–1956 och blev hedersledamot 1956. Han skrev artiklar i teknisk fackpress. Landberg blev riddare av Nordstjärneorden 1927. Han är begravd på Skogsö kyrkogård.